# 日々我人間
『日々我人間』（ひびわれにんげん）は、桜玉吉による日本のギャグ漫画、エッセイ漫画。『週刊文春』（文藝春秋）にて連載。
漫画喫茶にて暮らす数年間から、伊豆の自宅へ住まいと制作現場を移行した後の生活を描写している。1話あたり3-6コマを右から左へ展開する構成となっている。当初は隔週連載だったが、後に週刊連載となった。

## 登場人物
桜玉吉
作者本人。

## 書誌情報
- 桜玉吉『日々我人間』 文藝春秋、既刊2巻（2020年1月16日）
  - 桜玉吉『日々我人間』文藝春秋、2016年11月28日。ISBN 978-4-16-390564-8。
  - 桜玉吉『日々我人間2』文藝春秋、2020年1月16日。ISBN 978-4-16-391155-7。
  - 桜玉吉『日々我人間3』文藝春秋、2023年2月25日。ISBN 978-4-16-391665-1。